# GE C21–C25EMP
C21–C25EMP (auch C-Series genannt) ist die Herstellerbezeichnung für eine Reihe von sechsachsigen dieselelektrischen Lokomotiven des Lokomotivherstellers Wabtec. Die von General Electric (GE) entwickelten Lokomotiven werden seit der Übernahme der GE-Lokomotivproduktion im Jahr 2019 von Wabtec angeboten. Die Lokomotiven werden in Brasilien bei Wabtec Brasil mit Sitz in Contagem hergestellt.
Die Lokomotiven dieser Baureihe sind auf eine geringe Radsatzlast und konfigurierbare Leistung ausgelegt. Es werden die Varianten C21-EMP, C23-EMP und C25-EMP angeboten.

## Konstruktive Merkmale
Bei diesen Fahrzeugen handelt es sich um Drehgestelllokomotiven mit der Radsatzfolge Co’Co’ mit einem Endführerstand und dieselelektrischer Leistungsübertragung. Die Lokomotiven können für Spurweiten von 1000 mm bis 1676 mm gebaut werden. Angetrieben werden die Maschinen von einem 12-Zylinder-Dieselmotor des Typs 7FDL-12. Der 7FDL-Motor hat sich im Betrieb in sehr großen Höhen, auch oberhalb von 4000 Metern, und Temperaturen von −50 °C bis +50 °C bewährt und hält hochzyklischen thermischen Belastungen stand. Der Dieselmotor treibt hierbei einen Drehstrom-Synchrongenerator an. Das BrightStar Micro Processor Control System wandelt den Dreiphasenwechselstrom in Gleichstrom für die Fahrmotoren um.

## Besteller
| Kunde (Staat)                   | Typ     | Spurweite | Anzahl | Baujahr  | Anmerkungen |
| ------------------------------- | ------- | --------- | ------ | -------- | ----------- |
| FCAB (Chile)                    | C23-EMP | 1000 mm   | 5      | 2019     | [ 1 ]       |
| Ferroviaria Oriental (Bolivien) | C23-EMP | 1000 mm   | 7      | vor 2017 | [ 2 ]       |
| Grupo RAS (Uruguay)             | C23-EMP | 1435 mm   | 3      | 2025     | [ 3 ]       |
| TransNamib (Namibia)            | C23-EMP | 1067 mm   | 6      | 2016     | [ 4 ]       |
| verschiedene (Kolumbien)        | C21-EMP |           |        |          | [ 5 ]       |